# Halterofilismo nos Jogos Olímpicos de Verão da Juventude de 2014 - Até 85 kg masculino
As provas de halterofilismo na categoria até 85 kg para rapazes nos Jogos Olímpicos de Verão da Juventude de 2014 decorreram a 22 de agosto de 2014 no Centro Internacional de Exposições de Nanquim, na China. O russo Khetag Khugaev foi campeão, seguido de Farkhodbek Sobirov, que conquistou a prata pelo Uzbequistão, enquanto o egípcio Mohamed Shosha ficou com o bronze.

## Medalhistas
| Ouro   | RUS Khetag Khugaev     |
| Prata  | UZB Farkhodbek Sobirov |
| Bronze | EGY Mohamed Shosha     |

## Resultados
| Pos.              | Nome                   | Peso corporal | Arranque (kg) | Arranque (kg) | Arranque (kg) | Arranque (kg) | Arremesso (kg) | Arremesso (kg) | Arremesso (kg) | Arremesso (kg) | Total (kg) |
| Pos.              | Nome                   | Peso corporal | 1             | 2             | 3             | Res.          | 1              | 2              | 3              | Res.           | Total (kg) |
| ----------------- | ---------------------- | ------------- | ------------- | ------------- | ------------- | ------------- | -------------- | -------------- | -------------- | -------------- | ---------- |
| Medalha de ouro   | RUS Khetag Khugaev     | 83,75         | 150           | 157           | 164           | 164           | 180            | 191            | 201            | 191            | 355        |
| Medalha de prata  | UZB Farkhodbek Sobirov | 83,93         | 140           | 145           | 147           | 147           | 170            | 174            | 177            | 174            | 321        |
| Medalha de bronze | EGY Mohamed Shosha     | 84,88         | 140           | 140           | 144           | 140           | 178            | 178            | 178            | 178            | 318        |
| 4                 | IRI Reza Beiranvand    | 83,37         | 139           | 144           | 144           | 144           | 169            | 173            | 177            | 173            | 317        |
| 5                 | KOR Hwang Seung-hwan   | 83,61         | 135           | 140           | 140           | 135           | 160            | 165            | 170            | 165            | 300        |